# Pietro V di Alessandria (copto)
Papa Pietro V (in arabo egiziano بطرس الخامس; fl. XIV secolo), è stato l'83º Papa della Chiesa ortodossa copta tra il 1340 e il 1348.